# Nebenwert
Nebenwert (englisch small cap, mid cap) ist an Börsen die Bezeichnung für Aktien, die aufgrund ihres Handelsvolumens oder ihrer Marktkapitalisierung nicht zu den bevorzugten Handelsobjekten gehören. Gegensatz ist der Standardwert.

## Allgemeines
Auch Aktien von Kleinunternehmen oder Lokal- und Regionalwerte mit geringer Marktkapitalisierung zählen zu den Nebenwerten. Für Nebenwerte sind weltweit häufig an den Börsen bestimmte Börsensegmente vorgesehen, bei denen Aktien die gleichen Merkmale aufweisen. Sie haben eine vergleichsweise geringe Marktkapitalisierung und eine geringe Marktliquidität, mit der eine gewisse Marktenge einhergeht. Volatilitäten der Börsenkurse können deshalb höher ausfallen als bei Standardwerten. Im Hinblick auf die Marktentwicklung folgen den Standardwerten die Wachstumswerte (englisch growth stocks), Nebenwerte (auch englisch secondary issues) und Pennystocks (letztere mit einem Kurswert von unter einer Geldeinheit [also < 1 Euro]).
Der Begriff „Nebenwert“ bildete sich im deutschsprachigen Börsenjargon erst nach 1984, als sich Aktien dieses Segments gut entwickelten.

## Transaktionen
Der Anleger muss bei einem Nebenwert damit rechnen, dass seine Limitorder – bei gleicher Größe und Limitierung – mit einer geringeren Wahrscheinlichkeit als bei einem Standardwert ausgeführt wird; auch die Wartezeit kann deutlich länger ausfallen. Dies lässt sich auf die geringere Anzahl von Marktteilnehmern zurückführen, was durch ein Modell erklärt wird. Diesen Nachteilen steht die Chance gegenüber, dass mit breiteren Kursspannen auch höhere Gewinnchancen verbunden sein können. Dieser „Size-Effekt“ (auch „Small-Cap-Effekt“) besagt, dass man durch Investition in Nebenwerte – unter Inkaufnahme höherer Risiken – höhere Gewinne erzielen könne. Diese Theorie beruht auf statistischen Untersuchungen historischer Kursdaten, deren Ergebnisse jedoch in der Regel nicht auf die Zukunft übertragbar sind.
Selbst bei unlimitierten Wertpapierorders kann die geringe Marktliquidität und vorhandene Marktenge einen Kauf oder Verkauf verhindern, weil es an Kontrahenten fehlt.

## Einteilung
Allgemein werden weltweit die börsennotierten Unternehmen in Größenklassen unterteilt, wobei die Betriebsgröße meist anhand der Umsatzerlöse gemessen wird.
| Kriterium                          | Small Cap    | Mid Cap               | Large Cap     |
| ---------------------------------- | ------------ | --------------------- | ------------- |
| Größenklassen                      | ≤ € 100 Mio. | € 100 Mio. - € 2 Mrd. | > € 2 Mrd.    |
| Anzahl der Unternehmen             | 520          | 175                   | 44            |
| Marktkapitalisierung (allgemein)   | € 11,32 Mrd. | € 87,45 Mrd.          | € 581,63 Mrd. |
| Marktkapitalisierung (Streubesitz) | € 5,01 Mrd.  | € 36,42 Mrd.          | € 347,61 Mrd. |

In Deutschland überwogen im März 2009 demnach bei der Anzahl die Small Caps mit 520 Unternehmen, bei der Marktkapitalisierung lagen die Standardwerte vorne. Mehr als 94 % aller börsennotierten Unternehmen in Deutschland sind Small Caps und Mid Caps. Zu den Nebenwerten gehören die Mid Caps (in Deutschland im Börsensegment des MDAX), die Small Caps (in Deutschland z. B. SDAX-Teilnehmer) sowie die Micro Caps als Kleinstwerte, die in keinem Index vertreten sind. Hierunter fallen in der Regel auch sogenannte Pennystocks. Im TecDAX sind sowohl Standardwerte als auch Nebenwerte vertreten.

## Wirtschaftliche Aspekte
Die Aktienarten können nach ihrer Börsenkapitalisierung und Marktliquidität wie folgt eingeordnet werden:
| Börsenbezeichnung | Handelsvolumen                     | Marktliquidität    |
| ----------------- | ---------------------------------- | ------------------ |
| Standardwert      | hohe Börsenkapitalisierung         | hohe Marktbreite   |
| Wachstumswert     | mittlere Börsenkapitalisierung     | geringe Markttiefe |
| Nebenwert         | geringe Börsenkapitalisierung      | Marktenge          |
| Pennystock        | sehr geringe Börsenkapitalisierung | hohe Marktenge     |

## Auswahl bekannter Nebenwerte
- Deutschland:
  -  1&1
  -  ADO Properties S.A.
  -  Befesa
  -  Deutz AG
  -  Encavis AG
  -  Fielmann
  -  HYPOPORT AG
  -  Indus Holding AG
  -  Jenoptik
  -  Jungheinrich
- Schweiz:
  -  BB Biotech
  -  Bâloise
  -  Clariant
  -  DKSH
  -  dormakaba
  -  Georg Fischer AG
  -  Helvetia Versicherungen
  -  Lindt & Sprüngli
  -  Panalpina
  -  Straumann AG
- Österreich:
  -  3U Holding
  -  TAG Immobilien
  -  TUI

In der Schweiz werden unter Nebenwerten jene Aktien verstanden, die zum Swiss-Small-and-Medium-Companies-Segment gehören und nicht im Swiss-Market-Index-Segment gelistet sind. Der Index SPI Extra bildet rund 180 Schweizer Nebenwerte ab.
Der von der MSCI ermittelte World Small Cap Index fasst die international wichtigsten Nebenwerte zusammen. Der MSCI World Small Cap Index umfasst 23 Industrieländer. Der größte Einzelwert im Index hat eine Marktkapitalisierung von 11 Mrd. US-Dollar, die des kleinsten beträgt hingegen lediglich 44 Mio. US-Dollar.
International wie auch national sind die Begriffe Large Cap, Mid Cap und Small Cap nicht durch eindeutige Größenmerkmale gegeneinander abgegrenzt.